# Locked In (film 1915)
Locked In è un cortometraggio muto del 1915 diretto da George O. Nicholls (George Nichols). Da un soggetto di Frank X. Finnegan, il film, prodotto dalla Selig, aveva come interpreti Earle Foxe, Edwin Wallock, Fred Hearn, William Scott.

## Trama
Henry Blaisdell, un telegrafista che lavora presso la ditta Barker, perde il lavoro a causa dell'alcol. Un malvivente, Bill Avery, lo convince a introdursi nel suo vecchio ufficio per farvi una rapina. Quando i due vi giungono, però, sentono dei rumori provenienti dal caveau che dovrebbero svaligiare: si tratta di Simpson, il cassiere, che vi è rimasto chiuso dentro dopo che Barker, ignaro, l'ha chiuso malauguratamente dentro prima di uscire per andare a casa. Il povero cassiere sta per soffocare e Avery, temendo che un'esplosione possa uccidere l'uomo prigioniero, fugge. Blaisdell si rende conto che l'altro sta segnalando con il linguaggio Morse la parola "aiuto". Si mette allora in contatto con Simpson chiedendogli nello stesso modo di dargli la combinazione. Riesce in questo modo a salvare il cassiere che, per gratitudine, lo lascia andare dicendogli di iniziare una nuova vita onesta in un'altra città.

## Produzione
Il film fu prodotto dalla Selig Polyscope Company.

## Distribuzione
Distribuito dalla General Film Company, il film - un cortometraggio in una bobina - uscì nelle sale cinematografiche statunitensi il 20 novembre 1915.